# Grand Junction (Iowa)
Grand Junction és una població dels Estats Units a l'estat d'Iowa. Segons el cens del 2000 tenia 964 habitants.

## Demografia
Segons el cens del 2000, Grand Junction tenia 964 habitants, 369 habitatges, i 257 famílies. La densitat de població era de 387,7 habitants/km².
Dels 369 habitatges en un 35,8% hi vivien nens de menys de 18 anys, en un 55,8% hi vivien parelles casades, en un 8,7% dones solteres, i en un 30,1% no eren unitats familiars. En el 27,1% dels habitatges hi vivien persones soles el 14,6% de les quals corresponia a persones de 65 anys o més que vivien soles. El nombre mitjà de persones vivint en cada habitatge era de 2,61 i el nombre mitjà de persones que vivien en cada família era de 3,2.
Per edats la població es repartia de la següent manera: un 30,9% tenia menys de 18 anys, un 7,3% entre 18 i 24, un 28% entre 25 i 44, un 17% de 45 a 60 i un 16,8% 65 anys o més.
L'edat mediana era de 34 anys. Per cada 100 dones de 18 o més anys hi havia 94,7 homes.
La renda mediana per habitatge era de 27.875 $ i la renda mediana per família de 34.875 $. Els homes tenien una renda mediana de 27.727 $ mentre que les dones 19.565 $. La renda per capita de la població era de 12.733 $. Entorn de l'11,5% de les famílies i el 14,6% de la població estaven per davall del llindar de pobresa.

## Poblacions més properes
El següent diagrama mostra les poblacions més properes.